# 新圣巴巴拉
新圣巴巴拉是巴西巴拉那州的一个市镇。总面积71.763平方公里，总人口3952人，人口密度55.1人/平方公里。